# 박구윤
박구윤(1982년 7월 29일~)은 대한민국의 가수이자 작사가 겸 작곡가 싱어송라이터이다.

## 활동
박구윤은 음악가 집안에서 태어나 어릴 때부터 성장하면서 가족들의 영향을 많이 받고 자랐다. 그의 아버지는 바로 《뿐이고》, 《무조건》, 《황진이》, 《봉선화 연정》, 《네 박자》, 《있을 때 잘해》,《나무꾼》,《돌리도》,《두 주먹》 등 수 많은 곡을 작곡한 대중음악 작곡가이자 트로트 히트 메이커 박현진이며 그의 친형 박정욱도 유명한 작곡가이다. 박정욱은 "김호중" 《살았소》, "워너원" 《술래》, 《시크릿 가든》의 OST 《눈물자리》, "이우" 《이별 행동》, "XIA_시아준수"《길》,"백지영" 《한참 지나서》, "소유x브라더수" 《모르나봐》, "디셈버" 《사랑참》 《눈부신 눈물》, "지아" 《터질것 같아》등 수 많은 히트곡을 작곡하였다. 박구윤은 고등학교 시절에는 연극반에 들어가서 뮤지컬을 배우고, 학교축제 때 연기를 하면서 많은 인기를 얻은 끼많은 소년이었다. 음악에 대한 열정 하나로 서울예술대학 실용음악학과에 입학, 작곡을 전공하며 이론적으로도 내실을 다져 다재 다능한 만능 엔터테이너로서의 미래의 비전도 가지고 있었다.
작곡가인 아버지 박현진의 영향으로 어릴 때부터 트로트의 매력에 푹 빠져서 트로트를 가깝게 접하게 되어 2007년 10월에 구윤(예명)이라는 이름으로 《말랑말랑》을 발표하며 데뷔하였지만 주목받지 못했다.
2010년 박구윤으로 공식 활동하기 시작, 2집 앨범을 발표하고 활동하기 시작하였다. 《뿐이고》는 많은 인기를 얻어 노래방 애창곡 1위에도 뽑혔다. 그리고 대통령 선거유세곡으로도 쓰이며 2012년에는 대중가요 저작권료 수입 3위를 기록하였다.
2020년 MBC 에브리원 《나는 트로트 가수다》에서 폭발적인 가창력으로 4라운드 1위를 거머쥠으로써 인기 트로트 가수로써 확실한 모습을 보여주었다.
2020년 MBC 예능 TV 프로 《복면가왕》에서 "다이아몬드"로 출연 "진주" 박혜원 (Hyyn)과 함께 2AM의 히트곡 '친구의 고백'을 불러 실시간 검색어를 장악했고, 트로트뿐 아니라 "다양한 장르도 본인의 노래처럼 소화하는 가수" , "노래를 듣는 내내 소름 끼친다"라는 극찬을 받으며 온종일 이슈가 되기도 했다.
2020년 MBN 음악 예능 인생역전 뮤직게임쇼 《로또싱어》에 출연해 "비처럼 음악처럼"과, "질풍가도"를 불러 엄청난 화제를 불러일으켰다. 또한 대기실 MC를 맡아 그만의 특유의 친화력과 뛰어난 입담 등으로써 《로또 싱어》의 분위기 메이커 역할을 톡톡히 해냈다.
거듭 박구윤은 TVㆍ라디오 모든 예능계의 신흥 강자로 떠오르고 있다.
2024년 현재 표준FM 인기프로그램 MBC 문화방송 라디오 《손태진의 트로트 라디오》에서 매주 목요일 오후 1시 "아~ 모르는 사람 둘이서 파티" 라는 코너에서 고정 게스트로 거침없는 입담과 특유의 재치로 많은 사랑을 받고있다.
2024년 MBN 《현역가왕2》현역18년차 가수로 출연해 박구윤만의 파워넘치는 감정선 깊은 가창력을 보여준바 있다. 또한 "도전이 없으면 성장할 수 없다"라는 명언을 남기며 김준수 , 황민호와 함께 패자부활전에서 후배들을 위해 다음 라운드 진출 양보를하는 대인배의 면모를 선보이며 방송 관계자 및 방송을 시청한 시청자들의 입에서 '역시 멋진 선배'라는 말이 오르내릴 정도로 강한 인상을 남겼다.
주요 히트한 노래로는 "뿐이고", "나무꾼", "두 바퀴", "물레방아", "사랑해 고마워", "불맛을 입혀줘요"(웹드라마_독고빈은 업뎃중OST), "별과 당신",  "재충전" "인생 면허증"등이 있다. 최근 발표한 "인생 면허증"이 전국 노래교실에서 뜨거운 반응을 보이며 인기곡 반열에 오르고있다.

## 학력
- 서울세종초등학교 졸업
- 수서중학교 졸업
- 가락고등학교 졸업
- 서울예대 실용음악학과 전문학사

## 경력
- 2016년 8월 경상북도 청송군 명예홍보대사
- 2017년 1월 경기도 양평군 명예홍보대사
- 2019년 6월 충청북도 진천군 명예홍보대사
- 2020년 12월 경상북도 영양군 명예홍보대사
- 2021년 2월 김천시의회 홍보대사
- 2022년 4월 부산광역시 기장군 명예홍보대사
- 2022년 10월 순천만국제정원박람회 홍보대사
- 2022년 10월 경상북도 영덕군 명예홍보대사
- 2025년 5월 경상북도 명예홍보대사
- 2025년 APEC 2025 KOREA 명예홍보대사
- 2026년 태안국제원예치유박람회 명예홍보대사

## 데뷔
- 2007년 10월 데뷔 앨범 [말랑말랑]

## 음반
- 2007년 말랑말랑
- 2010년 뿐이고
- 2010년 박구윤 금잔디 트롯트 국가대표 1, 2
- 2011년 박구윤 금잔디 트롯트 국가대표 3, 4
- 2011년 트롯트 대한민국 1, 2
- 2011년 쾌지나 / 두바퀴
- 2014년 미스코리아 Vol.1
- 2014년 미스코리아 Vol.2
- 2015년 사랑해 고마워
- 2015년 나무꾼
- 2021년 별과 당신
- 2023년 재충전
- 2024년 인생 면허증
- 2024년 이별 택시

## 방송
- 2014년 KBS2 《유희열의 스케치북》
- 2014년 KBS1 《TV쇼 진품명품》
- 2015년 KBS2 《출발드림팀 시즌2》
- 2015년 KBS1 《6시 내고향》
- 2015년 KBS2 《아침마당》
- 2016년 MBC 《마이 리틀 텔레비전》
- 2016년 TV조선 《솔깃한 연예토크 호박씨》
- 2017년 KBS1 《노래가 좋아》
- 2018년 MBC 에브리원 《비디오스타》
- 2018년 KBS2 《불후의 명곡 - 전설을 노래하다》
- 2019년 tvN 《플레이어-트로트 듀엣가요제》
- 2020년 MBC 에브리원 《나는 트로트 가수다》(4Round 우승)
- 2020년 MBC 《미스터리 음악쇼 복면가왕》 (이제 내가 가왕이다이아~! 다이아몬드!)
- 2020년 채널A 《행복한 아침》 408회 스페셜 MC
- 2020년 MBN 《로또싱어》
- 2020년 KBS 《트롯 전국체전》
- 2020년 TV조선 《신청곡을 불러드립니다 - 사랑의 콜센타》
- 2020년 KNN 《청춘밴드》
- 2021년 KNN 《청춘밴드 시즌2》
- 2022년~2023년 TV조선 《화요일은 밤이 좋아》
- 2022년 MBN 《우리들의 쇼10》
- 2023년 MBN 《불타는 장미단》
- 2024년 SBS 《더트롯쇼 _라이벌 대전》
- 2024년 KBS 《불후의 명곡》
- 2024년 MBN 《한일 톱텐쇼》
- 2024년 TV조선 《미스 쓰리랑》
- 2024년 MBN 《현역가왕2》
- 2025년 채널A 《4인용 식탁》
- 2025년 MBC 《행복 드림 로또 6/45》황금손
- 2025년 SBSlife 《신빨토크쇼_귀묘한 이야기》
- 2025년 SK브로드밴드 《흥브라더스_흥친소》
- 2025년 KBS 《아침마당》
- 2025년 TV조선 《슈퍼콘서트_보령머드축제》

### 드라마
- 2017년 tvN 수목드라마 《슬기로운 감빵생활》

## 수상
- 2008년 제16회 대한민국문화연예대상 성인가요부문 신인상
- 2011년 제18회 대한민국 연예예술상 성인가요신인상
- 2011년 제45회 가수의 날 인기가수상
- 2012년 제1회 한국대중가요발전협회 대상 인기상
- 2014년 MBC가요베스트 인기상
- 2014년 제13회 대한민국 전통가요대상 남자가수부문 인기상
- 2015년 제23회 대한민국문화연예대상 성인가요부문 가수상
- 2016년 MBC가요베스트 베스트가요상
- 2017년 제25회 대한민국문화연예대상 성인가요부문 우수상
- 2018년 제26회 대한민국문화연예대상 성인가요부문 우수상
- 2018년 MBC가요베스트 베스트가요상
- 2018년 제16회 대한민국 전통가요대상 남자가수부문 최우수상
- 2018년 한국대중가요발전협회 대상 인기스타상
- 2019년 제11회 서울 석세스대상 전통가요대상
- 2022년 제9회 한국대중가요발전협회 대상시상식

최우수 인기상
- 2022년 제30회 대한민국문화연예대상 10대가수상